# Мимингское плато
Мимингское плато (нем. Mieminger Plateau) — горная терраса на высоте 850-1000 н.у.м. над Верхней Иннскою долиной в австрийской земле Тироль у южного подножия Мимингского хребта. Оно охватывает территорию муниципалитетов Вильдермиминг, Миминг, Обштайг и Мёц.
Горная терраса состоит из донной морены и гравия, предположительно времён Вюрмского оледенения. На юге терраса ограничена Ахбергским хребтом (нем. Achbergzug), образованным так называемым «главным доломитом».
Плато имеет размеры около 14 км в длину и до 4 км в ширину. За исключением участков вблизи поселений Тельфс и Мёц, оно круто обрывается в долину реки Инн, и заканчивается на западе на седловине Хольцляйтен. От Тельфса через плато до седловины проложено довольно важное Мимингское шоссе (В189), которое продолжается дальше под другим номером до Гургльталя и перевала Ферн и далее к Аугсбургу. Эти транзитные пути от Тельфса и Меца вероятно использовались еще с древнеримских времен (Дорога Клавдия Августа), о чем свидетельствует недатированный верстовой столб вблизи Хольцляйтена.
Регион характеризуется мелким разделением на поля и пастбища, которые чередуются с лиственничными лугами и открытыми лесами. На плато развёрнута сеть разнообразных пешеходных и велосипедных маршрутов, а зимой — маршрутов для лыжных гонок, и оно является популярным местом отдыха.

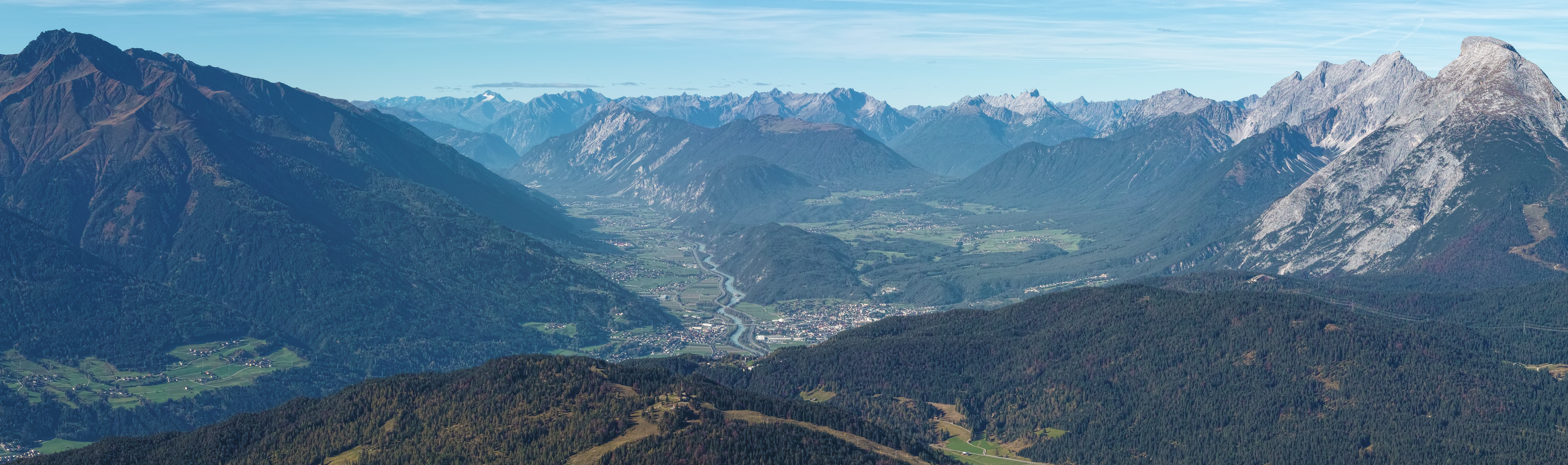
Вид с востока на Верхнюю Иннскую долину и Мимингское плато между Северными Селлрайнскими горами (Штубайские Альпы, слева) и Мимингским плато (справа)